# Station Tegelen
Station Tegelen is het spoorwegstation van Tegelen aan de spoorlijn Roermond - Venlo.

## Voorzieningen
Op het station is een kaartautomaat aanwezig en enkele wachtruimtes. Verder zijn er fietskluizen en een onbewaakte fietsenstalling te vinden, zijn er  parkeerplaatsen voor auto’s, is er een bushalte aan de doorgaande weg voor het station en is er een taxistandplaats.

## Nieuwbouw
Het oude station (type SS 5e klasse) werd in 1974 gesloopt om plaats te maken voor een station met een modernere uitstraling van het type Douma. Dit station deed tot 1997 dienst, toen er een nieuw station over de straat De Drink heen werd aangelegd en in gebruik werd genomen.
Dit stationsgebouw is van de architect Theo Fikkers en is het eerste station op de huidige plaats. Daarvoor hebben er enkele honderden meters verder naar het zuiden diverse standaardtypen stations gestaan en hebben er enkele verbouwingen plaatsgevonden. De twee liftschachten met daaromheen slingerend de trappen zorgen voor de bereikbaarheid van de twee hoger gelegen sporen. Het spoor ligt sindsdien 6 meter boven de weg.

## Transport
| Serie       | Treinsoort         | Route                                          | Bijzonderheden |
| ----------- | ------------------ | ---------------------------------------------- | -------------- |
| 32200 RS 11 | Stoptrein (Arriva) | Nijmegen – Venray – Venlo – Tegelen – Roermond |                |

In de late avond rijden de laatste drie treinen richting Nijmegen niet verder dan Venlo.
Station Tegelen heeft twee sporen. Hier stopt de Arriva-stoptrein RS11 (Nijmegen - Venlo - Roermond).

### Buslijnen
Bij station Tegelen stoppen stadsbuslijn 1 (Arriva) en Arriva Vlinder 811.

## Afbeeldingen

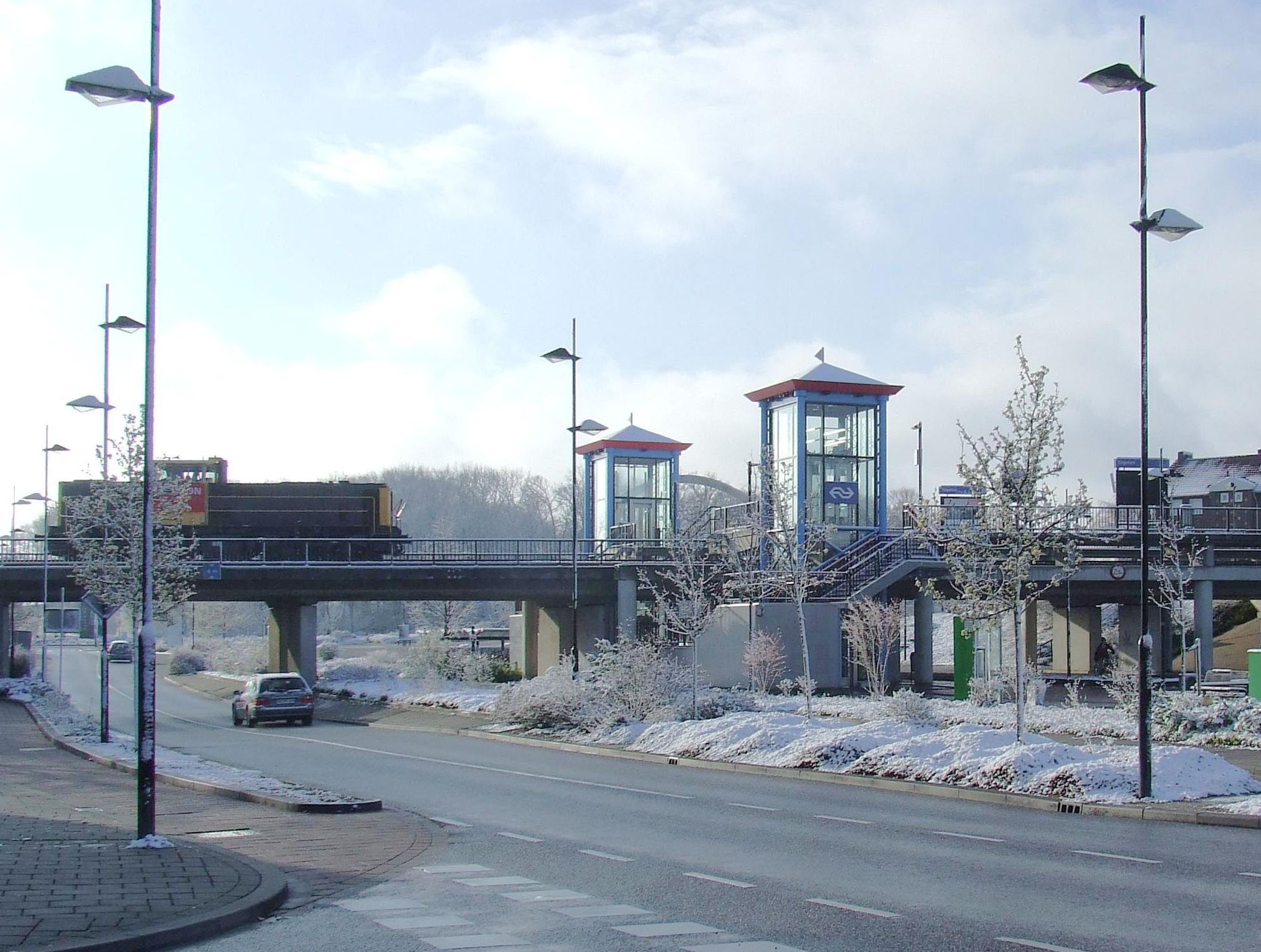
Station in de sneeuw (7 feb. 2005)
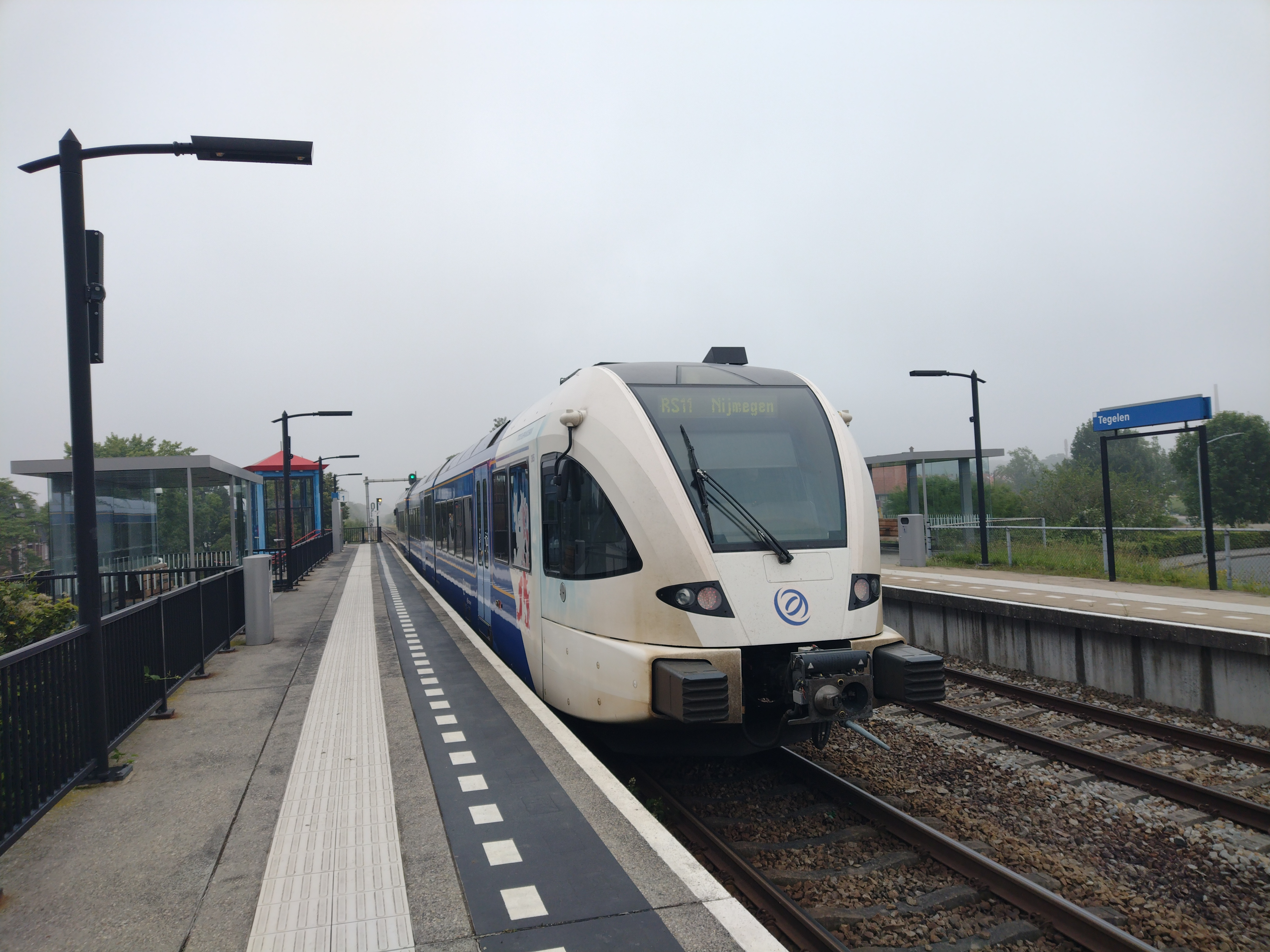
Arriva GTW op het station
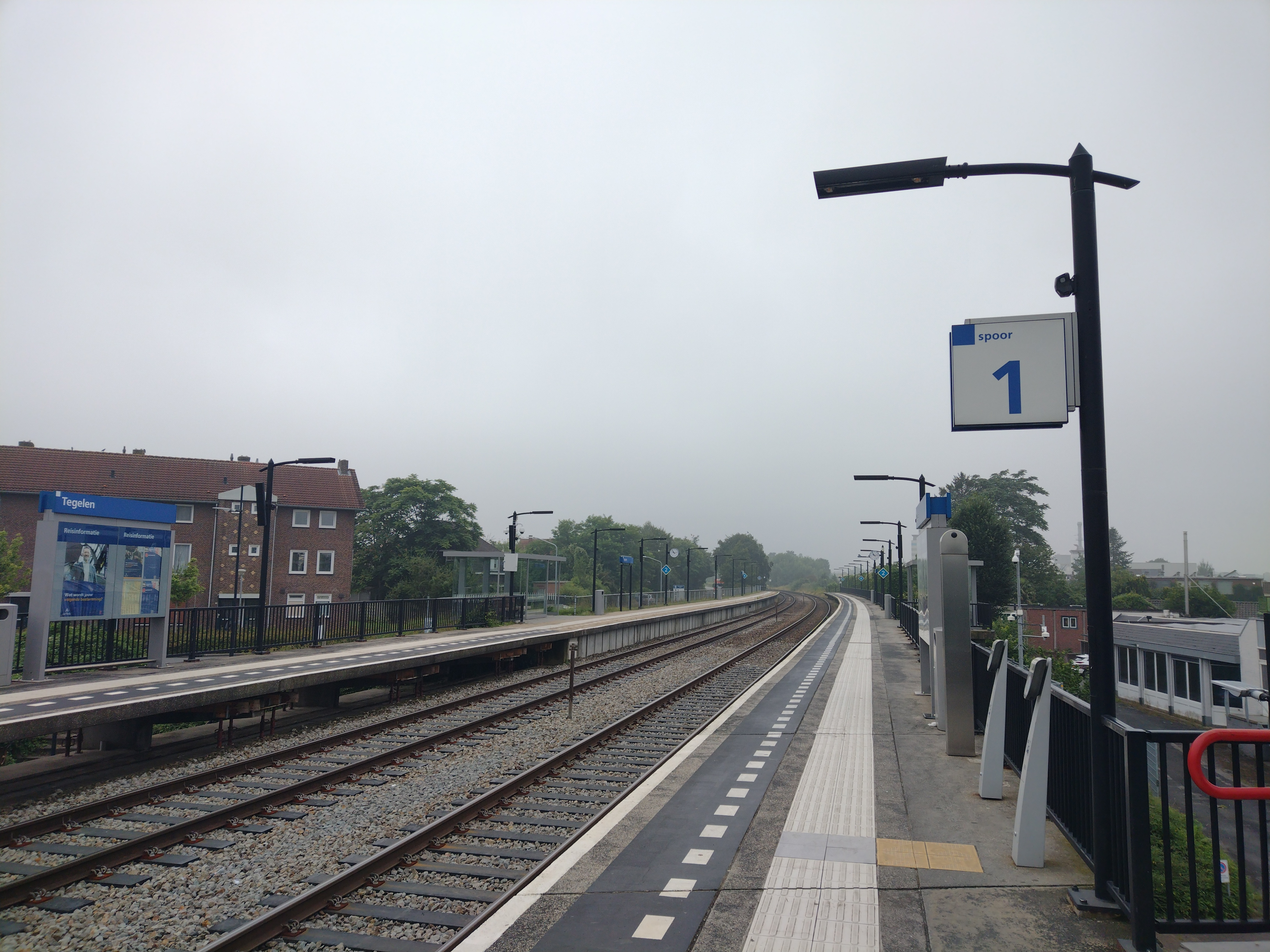
De perrons
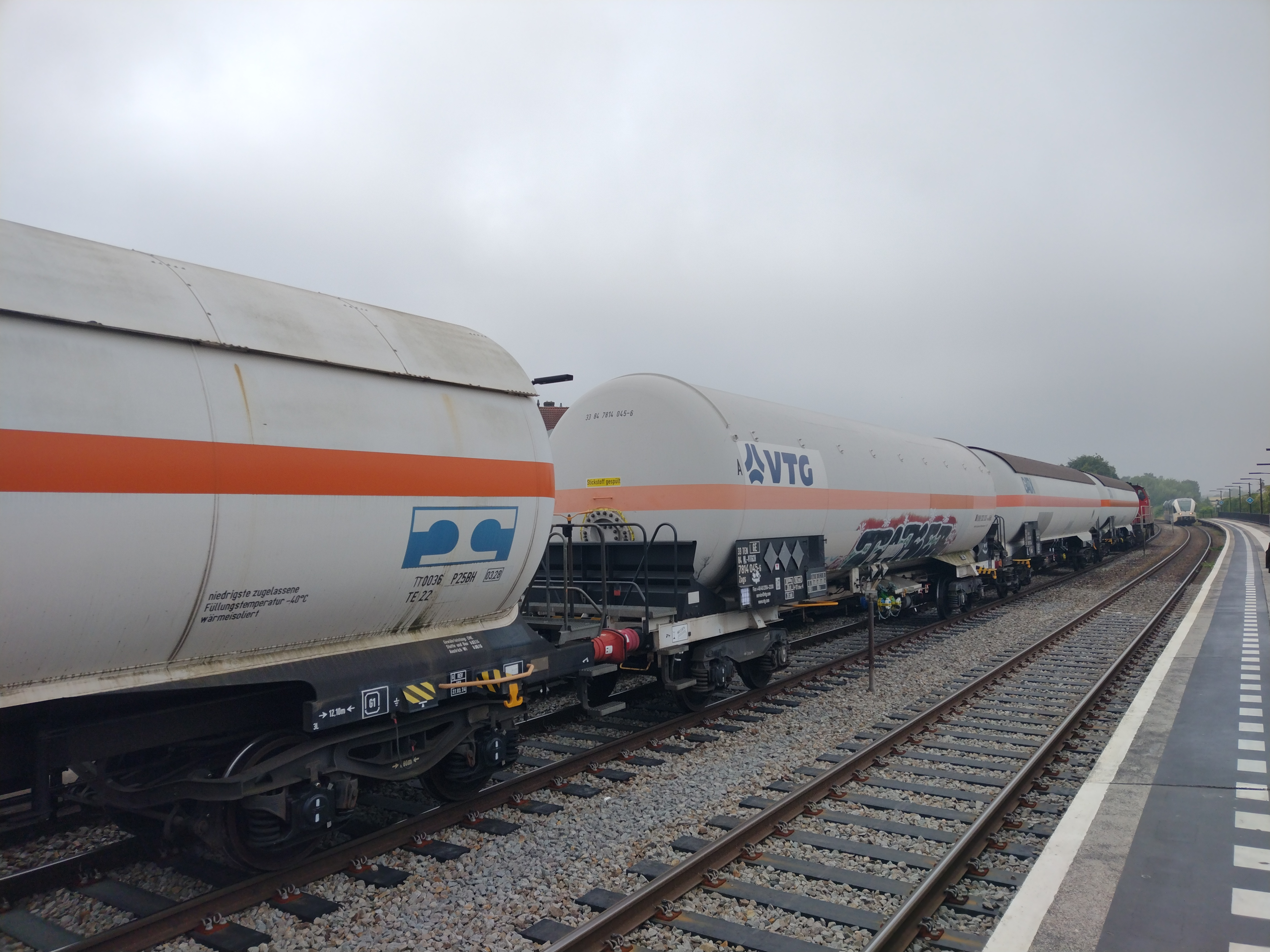
Goederentrein passeert het station

Beek-Elsloo ·
Blerick · 
Bunde · 
Chevremont · 
Echt ·
Eijsden ·
Eygelshoven ·
-Markt · 
Geleen:
-Lutterade · 
-Oost · 
Heerlen ·
-Woonboulevard ·
Hoensbroek · 
Horst-Sevenum · 
Houthem-Sint Gerlach · 
Kerkrade Centrum ·
Klimmen-Ransdaal · 
Landgraaf · 
Maastricht ·
-Noord · 
-Randwyck · 
Meerssen ·
Mook-Molenhoek ·
Nuth · 
Reuver · 
Roermond ·
Schin op Geul · 
Schinnen · 
Sittard · 
Spaubeek · 
Susteren · 
Swalmen · 
Tegelen · 
Valkenburg · 
Venlo · 
Venray ·
Voerendaal · 
Weert
Voormalige stations: zie de lijst van voormalige spoorwegstations in Limburg (Nederland)